# حنا إيبارا
حنا إيبارا هي لاعبة كرة قدم فلبينية، ولدت في 13 يونيو 1989.